# جيمس بوكر
جيمس بوكر (بالإنجليزية: James Booker)‏ هو عازف جاز ومغني وعازف بيانو أمريكي، ولد في 17 ديسمبر 1939 في نيو أورلينز في الولايات المتحدة، وتوفي بنفس المكان في 8 نوفمبر 1983 بسبب قصور كلوي.

## وصلات خارجية
- جيمس بوكر على موقع ميوزك برينز (الإنجليزية)
- جيمس بوكر على موقع ديسكوغز (الإنجليزية)